# Stazione di Piombino Marittima
La stazione di Piombino Marittima, utilizzata unicamente per il traffico passeggeri, è una stazione terminale della Ferrovia Campiglia Marittima-Piombino Marittima, di cui costituisce un capolinea.
Lo scalo è classificato da RFI nella categoria "Silver".

## Storia
La prima stazione venne attivata il 1º marzo 1961, insieme alla nuova tratta ferroviaria da Piombino. La stazione era costituita da un binario che percorreva uno dei moli per tutta la sua lunghezza. Nel punto di incrocio con la viabilità stradale era presente un passaggio a livello, posto a monte della sezione deputata alla sosta dei convogli per le operazioni di salita e discesa.

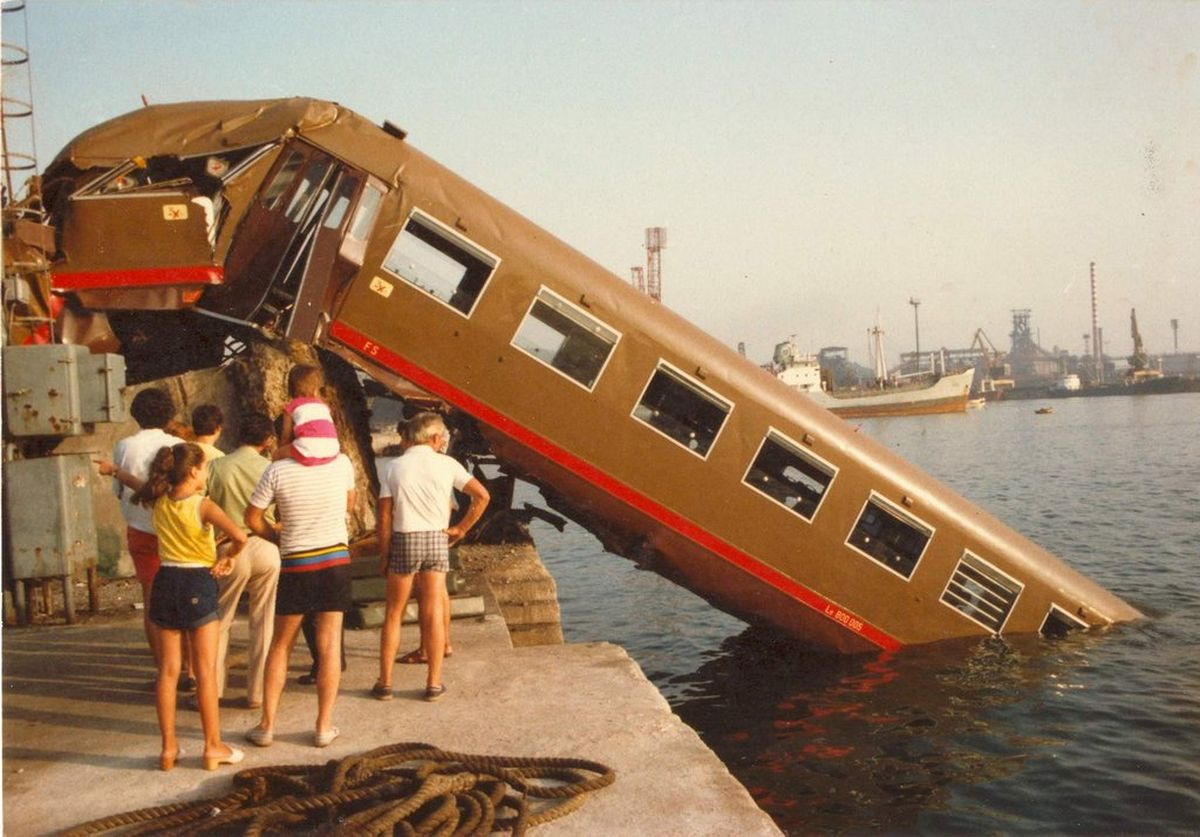
L'incidente del 31 luglio 1983

Il 31 luglio 1983 si verificò un grave incidente: il convoglio Freccia dell'Elba, in marcia verso la stazione di Piombino Marittima, nell'approssimarsi a quest'ultima non riuscì ad attuare correttamente le operazioni di frenatura, impattando col terminale posto sul molo al termine dei binari, abbattendolo e concludendo la propria corsa in mare. L'elettromotrice di testa ALe 840 risultò completamente immersa, seguita dalla rimorchiata Le 800.005, che si immerse anch'essa parzialmente in acqua, rimanendo in bilico sul bordo del molo; il resto del convoglio, composto da un'altra rimorchiata e dall'elettromotrice di coda, rimase sul molo, risultando gravemente danneggiato dall'impatto. Solo per fortunata casualità l'incidente non provocò vittime o feriti: il treno era privo di passeggeri ed il percorso ferroviario, in parte a raso, era sgombro da persone o mezzi. Il personale di macchina riuscì a salvarsi senza danni gettandosi dal treno in corsa.
Valutazioni successive all'incidente deposero a favore della realizzazione di una stazione arretrata e sopraelevata, in modo da eliminare gli attraversamenti con la viabilità stradale e ridurre la pendenza della linea, critica per la frenatura dei mezzi.
La nuova stazione terminale, ancora una volta realizzata ad un solo binario, venne inaugurata nel 1991.
La stazione riveste particolare importanza, specie nel periodo estivo, per i turisti diretti all'isola d'Elba.

## Servizi
La stazione dispone di:
- Sala di attesa
- Biglietteria a sportello
- Biglietteria automatica
- Schermi digitali per arrivi e partenze treni
- Servizi igienici
- Annunci sonori per arrivi e partenze treni
- Cabina telefonica
- Bar
- Edicola

## Interscambi
- Stazione taxi